# Veliki Novgorod
Veliki Novgorod (ruski: Великий Новгород, u prijevodu: "Veliki novi grad") je jedan od najstarijih ruskih gradova i administrativno središte Novgorodske oblasti. Nalazi se u blizini istoka rijeke Volhov iz Iljmenskog jezera, na državnoj autocesti M10 koja povezuje Moskvu i Sankt-Peterburg.

## Zemljopisne odlike
Veliki Novgorod nalazi se na Priiljmenjskoj nizini, na rijeci Volhov, 6 km od Iljmenskog jezera, 552 km sjeverozapadno od Moskve i 145 km jugoistočno od Sankt Peterburga. 

### Klima
Klima Velikog Novgoroda je umjereno kontinentalna s hladnim snježnim zimama i umjereno toplim ljetima. Zima traje od sredine studenog do početka travnja, a njezina prosječna temperatura je –10 °C, a temperatura često pada ispod –24 °C, obično krajem siječnja do početka veljače. Proljeće dolazi oko prvog tjedna travnja, kada se snježni pokrivač topi i utvrdi se stabilna pozitivna temperatura, prosječna temperatura u travnju je oko +3,5 °C. Ljeto je umjereno toplo, iako su lipanj i kolovoz prilično hladni mjeseci, s prosječnom srpanjskom temperaturom od +17,5 °C. Jesen je relativno blaga i duga, a zima dolazi tek sredinom studenog.

## Povijest

### Osnutak i rana povijest
Veliki Novgorod je osnovan 859. godine kao grad Kijevske Rusije, te je bio veliki grad s više desetina tisuća stanovnika. Novgorod je osnovao varjaški knez Rjurik, osnivač prve istočnoslavenske države, koji je ovde vladao od 862. — 879. godine.
Do oko 1019. – 1020. godine Novgorodske kneževe je postavljao Veliki knez Kijeva, i na to mjesto bi obično birao jednog od svojih sinova. Novgorod je stalno imao ključnu ulogu u političkim dešavanjima Kijevske Rusije, a primjeri za to su Novgorodska podršku Vladimiru Velikom i Jaroslavu Mudrom. Jedna od prvih naredbi Jaroslava Mudrog je bila da dodjeli autonomna prava i privilegije lojalnim Novgorođanima, što je udarilo temelje Novgorodskoj republici.

### Novgorodska Republika
Novgorodska republika je bila značajna ruska srednjovjekovna država, a
Novgorod se razvio u moćan i autonoman regionalni centar Kijevske Rusije, s upravom koju je biralo lokalno građanstvo.
Uz Konstantinopol, Novgorod je bio jedini grad u srednjovjekovnoj Europi u kojem pismeni ljudi nisu bili samo plemići i svećenici. U Novgorodu je cvala trgovina i kultura, a u gradu su živjeli slavni slikari ikona kao Teofan Grk i Andrej Rubljov. Novgorod je u vrijeme Aleksandra Nevskog bio centar Rusije i prijestonica Velikog kneza. U kasnom srednjem vijeku Novgorod je održavao trgovačke kontakte s gradovima Hanze. Glavni izvozni artikli bili su krzno, drvo, med, vosak, pivo. Novgorođani su istraživali predjele uz obale jezera Onega, rijeke  Sjeverne Dvine i  Belog mora. Početkom 14. stoljeća istraživali su Arktički ocean,  Barentsovo i Karsko more, i okolinu Zapadnosibirski rijeke Ob. 
Novgorođani su početkom 14. stoljeća vodili niz ratova protiv  Moskovske kneževine da bi sačuvala ove posjede. Neuspjeh u ovim ratovima označio je početak ekonomskog i kuturnog propadanja, i kraja Novgorodske republike.

### Novgorod u Ujedinjenoj Rusiji
Od 1478. godine grad je postao dijelom Moskovske Rusije, a početkom 17. stoljeća privremeno su ga okupirali Šveđani. Osnutkom Sankt-Peterburga 1703. godine, privredni i strateški značaj Novgoroda je nepovratno izgubljen. 
Novgorod su u Drugom svjetskom ratu okupirala njemačka vojska od kolovoza 1941. do 15. veljače 1944. godine. U tom razdoblju grad je pretrpio znatna oštećenja. Obnova je uslijedila ubrzo nakon oslobođenja 1944. godine.
God. 1998., dotadašnje ime Novgorod promenjeno mu je u Veliki Novgorod. God. 2009., u Novgorodu se obilježila 1150-ta godišnjica grada.

## Znamenitosti
Kremlj i Katedrala sv. Sofije u Velikom Novgorodu su upisani na UNESCO-ov popis mjesta svjetske baštine u Europi zbog svojih srednjovjekovnih spomenika, crkava i manastira iz vremena kada je Novgorod bio ruskom prijestolnicom na putu koji je spajao Središnju Aziju sa Sjevernom Europom. Novgorod je tada bio centar i izvor ruske kulture, pravoslavne duhovnosti, slikarstva i arhitekture. 
Biskupsko središte grada s Katedralom sv. Sofije iz 11. stoljeća, utvrđenim kremljem (Detinets) iz 15. stoljeća čije su zidine nadograđene u 17. stoljeću i najstarijom ruskom palačom (Fasetna dvorana iz 1433.) koja je bila biskupsko središte. Tu se nalaze i drugi spomenici od 12. do 19. stoljeća, većinom u tržnom središtu koje se nalazilo s druge strane rijeke. Tu je Katedrala sv. Nikole (1113. – 1123.), ali i najstarije crkve u gradu poput Crkve Preobraženja iz 14. stoljeća u kojoj su freske Teofana Grka. Jurajev manastir (Юрьев монастырь) iz 1030. godine je jedan od najstarijih u Rusiji i ima tro-kupolnu katedralu iz 1119. godine, a Antonijev manastir (Антониев монастырь) iz 1117. godine ima sličnu katedralu, vjerojatno djelo istih majstora. Tu su i drugi srednjovjekovni spomenici poput Crkve Neredica koja je izvan starog grada.
Najstariji ruski iluminirani rukopisi na crkveno slavenskom jeziku iz 11. stoljeća su napisani u Novgorodu koji je bio sjedište pravolslavne nadbiskupije. Tu su nastali i najstariji ruski povijesni zapisi (12. st.), ali i prvi potpuni prijevod Starog i Novog zavjeta (15. st.). Novgorod je uz Pskov bio i mjesto nastanka ruske arhitekture i prve slikarske škole Teofana Grka, učitelja Andreja Rubljova, najutjecajnijeg ruskog slikara.
U Vitoslavliću, selu uz rijeku Vlkhov, nedaleko od Jurajevog manastira, 1964. godine otvoren je muzej ruske drvene tradicionalne arhitekture u koji je preneseno više od 20 građevina iz cijele Novgorodske oblasti.
- Novgorodski kremlj
- Zidine Novgorodskog kremlja
- Katedrala sv. Sofije
- "Petar i Pavao" na ikoni iz 11. st. u katedrali
- Katedrala sv. Nikole
- Jurjev manastir
- Katedrala sv. Jurja iz 1119. god.
- Katolikon Antonijevog manastira
- Teofan Grk, Sveto Trojstvo iz Crkve Preobraženja
- Crkva Paraskeva Pjanica iz 1207. god.
- Drveno selo Vitoslavlići

## Prijevoz
Veliki Novgorod je povezan s Moskvom (531 km) i Sankt Peterburgom (189 km) saveznom autocestom M10, s Pskovom autocestom P56 i Lugom regionalnim cestama 49A-04 i 41K-141; kojima prometuju javni autobusi i osobni automobili. Ukupno grad ima 344 autoceste ukupne duljine 220,36 km, a 1. siječnja 2019. u gradu je registrirano 97 tisuća automobila. Javni prijevoz u gradu zastupljen je autobusima i trolejbusima.
Grad ima izravne željezničke putničke veze s Moskvom, Sankt Peterburgom, Minskom (Bjelorusija) i Murmanskom.
Gradske zračne luke Jurjevo i Krečevici ne održavaju redovne letove od sredine 1990-ih. Najbliža međunarodna zračna luka je Pulkovo, oko 180 kilometara sjeverno od grada.

## Gradovi prijatelji
Veliki Novgorod ima ugovore o prijateljstvu sa sljedećim gradovima:
| - Bielefeld, Njemačka* - Elblag, Poljska - Gyeongju, Južna Koreja - Kohtla-Järve, Estonija - Lodz, Poljska | - Moss, Norveška* - Nanterre, Francuska* - Polotsk, Bjelorusija - Rochester, SAD* - Seinäjoki, Finska | - Strasbourg, Francuska - Uusikaupunki, Finska* - Vorkuta, Rusija - Watford, Ujedinjeno Kraljevstvo* - Zibo, Kina* |

- Gradsko partnerstvo (*)

## Vanjske poveznice
- Arhitektura i povijest građevina u Velikom Novgorodu (rus.)
- Povijesne znamenitosti Derbenta (engl.)